# والتر كوك
والتر كوك هو رائد أعمال ورئيس تنفيذي وسياسي صيني، ولد في 25 أكتوبر 1950 في هونغ كونغ البريطانية، وتوفي في 20 أكتوبر 2018 في هونغ كونغ في الصين بسبب أمراض دماغية وعائية. انتخب عضو دائم في اللجنة الوطنية للمؤتمر الاستشاري السياسي للشعب الصيني ‏ خلال فترته النيابية ‏ وانتخب عضو اللجنة الوطنية لجمهورية الصين الشعبية ‏ خلال فترته النيابية ‏.